# 우간다사향땃쥐
우간다사향땃쥐(Crocidura mutesae)는 땃쥐과에 속하는 포유류의 일종이다. 우간다의 토착종이다.